# Ројал Танбриџ Велс
Ројал Танбриџ Велс (енгл. Royal Tunbridge Wells) је град у Уједињеном Краљевству у Енглеској. Према процени из 2007. у граду је живело 61.402 становника.

## Становништво
Према процени, у граду је 2008. живело 61.402 становника.
| 1981.  | 1991.  | 2001.  |
| ------ | ------ | ------ |
| 57,699 | 60,272 | 60,095 |